# Jesús García Leoz
Jesús García Leoz (Olite, bij Pamplona, Navarra, 10 januari 1904 – Madrid, 23 februari 1953) was een Spaans componist.

## Levensloop
In zijn kinder- en jeugdjaren kreeg hij muziekles van zijn vader en deed zijn eerste pianostudies bij Eleuterio Munárriz Ruquía in Pamplona. Hij werd lid van het koor van de kathedraal van Pamplona. In 1921 ging hij naar Argentinië om zijn pianostudies aan het Conservatorio de Bahía Blanca, Buenos Aires te voltooien. In 1925 kwam hij terug naar Spanje en werd lid van een militaire kapel in Madrid. Gedurende deze tijd studeerde hij harmonieleer bij maestro Balsa, compositie bij Conrado del Campo en werd later de favoriete leerling en volgeling van de grote Spaanse componist Joaquín Turina Pérez, wiens stijl hij in eerste instantie navolgde. Hij was in zijn tijd zeer succesvol en won twee keer de Nationale Muziekprijs van Spanje. Hij speelde een bepaalde periode piano in cafés en in bioscopen. Verder dirigeerde hij koren en was pianosolist in diverse theaters.
In 1928 kreeg hij samen met zijn echtgenote een dochter, Juana Leoz Gorri.
Sinds 1932 was hij lid van de Sociedad General de Autores y Editores (SGAE). Tijdens de Spaanse Burgeroorlog zat hij zes maanden in de gevangenis, vanwege zijn republikeinse gezindheid.
In 1933 begon zijn fascinatie voor de film en de filmmuziek. Hij ontwikkelde zich tot een zeer productief filmcomponist; zijn bekendste werken zijn La sirena negra (Carlos Serrano de Osma, 1947), Balarrasa (José Antonio Nieves Conde, 1950), Surcos (Nieves Conde, 1951), Niebla y sol (José María Forqué, 1951) en ¡Bienvenido Míster Marshall! (Luis García Berlanga, 1952). García Leoz werkte op dit terrein samen met Pedro del Amo, Ladislao Vajda en Luis García Berlanga.
Leoz overleefde zijn leraar Joaquín Turina Pérez maar vier jaar; hij overleed op 49-jarige leeftijd in 1953 in Madrid.

## Stijl
De sfeer van de muziek van Leoz is te vergelijken met die van Debussy en Ravel. Leoz grijpt ongegeneerd terug op romantiek en impressionisme en verpakt zijn muzikale ideeën in een vaak onweerstaanbaar Spaans-folkloristisch jasje. Een wereld van lome warmte, vrolijke dansjes, dromerige bespiegelingen en hartstochtelijke hoogtepunten. Maar melodie, ritme en coloriet verraden de componist bij wie hij het vak geleerd heeft.

## Composities

### Werken voor orkest
- 1945 Sonatina, voor orkest
- 1949 Sinfonía en La bemol Mayor
  1. Allegro con fuoco
  2. Largo
  3. Allegretto amabile
  4. Assai moderato
- 1949 Suite madrileña uit de filmmuziek "La maja del capote"
- Quisiera saber, bolero
- Cerca de ti, bolero
- Llanto a Manolete, voor gitaar solo en strijkorkest

### Werken voor banda (harmonieorkest)
- 1949 Suite madrileña (de la película "La maja del capote")
  1. La moza de la posada
  2. Canción de los columpios
  3. Tirana del tripili
  4. Seguidillas del Manzanares

### Muziektheater

#### Opera
| Voltooid in | titel     | aktes       | première | libretto       |
| ----------- | --------- | ----------- | -------- | -------------- |
| 1953        | Barataria | 3 bedrijven |          | Manuel Mur Oti |

#### Zarzuela
| Voltooid in | titel                 | aktes       | première                            | libretto                                        |
| ----------- | --------------------- | ----------- | ----------------------------------- | ----------------------------------------------- |
| 1947        | La duquesa del candil | 3 bedrijven | 17 maart 1949 Madrid, Teatro Madrid | Guillermo Fernández Shaw, Rafael Fernández Shaw |
| 1949        | La Alegre alcaldesa   |             | 1949, Navarra                       |                                                 |

#### Balletten
| Voltooid in | titel                     | aktes | première | libretto | choreografie |
| ----------- | ------------------------- | ----- | -------- | -------- | ------------ |
| 1950        | La zapatera y el embozado |       |          |          |              |
|             | Noche de San Juan         |       |          |          |              |

### Kamermuziek
- 1940 Quarteto en fa sostenodo menor (1e Strijkkwartet)
  1. Lento-Allegro bien moderato
  2. Nocturno (muy lentamente)
  3. Scherzo (vivo)
  4. Rondó (allegro)
- 1946 Quarteto con Piano (pianokwartet), voor piano, viool, altviool en cello.
- Sonata, voor viool en piano

### Vocale en koormuziek
- 1951 Aupa la ronda, ronda española voor sopraan en piano - tekst: Rafael García Serrano en José María Sánchez Silva
- 1952 Primavera del portal retablo de Navidad - gebaseerd op teksten van: Calderón de la Barca, Tirso de Molina, Lope de Vega, Luis de Góngora
  1. Preludio
  2. Gloria a Dios
  3. Para arrullar al amor
  4. Ay, Dios, qué será de mí
  5. Villancico de rueda
  6. Caído se le ha un clavel
  7. Zagalejos
  8. Llorando al amor
  9. Mañanicas floridas
  10. Nana
  11. Zon-zon
  12. Enamorados he
  13. Gloria
- 21 canciones, voor sopraan (zang) en piano
  1. Canción de cuna - tekst: Rafael Alberti
  2. Verde verderol
  3. El mar lejano - tekst: Juan Ramón Jiménez
  4. Luna clara
  5. Mañana, como es de fiesta
  6. La niña sola
  7. Romance
  8. Pregón - tekst: J. Paredes
  9. Villancico - tekst: Gerardo Diego
  10. O meu corazón che mando - tekst: Rosalía de Castro
  11. Serranilla - tekst: Guillermo Fernández Shaw en Rafael Fernández Shaw
  12. Canción galante
  13. San Cristobalón
  14. La noria
  15. Cantares del Duero
  16. Llamó a mi corazón
  17. Hay fiesta en el prado verde - tekst: Antonio Machado
  18. Por el aire van
  19. De Cádiz a Gibraltar
  20. A la flor, a la pitiflor - tekst: Federico García Lorca
  21. Canción de la Malibrán
- Triptico de canciones, voor sopraan en piano
  1. Por el aire van
  2. De Cádiz a Gibraltar
  3. A la flor, ala pitiflor
- Seis canciones, voor zanger(es) en piano - tekst: Antonio Machado
  1. Canción galante
  2. San Cristobalón
  3. La noria
  4. Cantares del Duero
  5. Llamó a mi corazón
  6. Hay fiesta en el prado verde
- Vivir en Montmartre canción-bohemia de la película "Mi vida en tus manos" - tekst: Antonio de Obregón
- La sentencia
  1. Fandangos
  2. Alegrías
- Bulerías. De la Estampa "Venga la tela"
- Solea. De la Estampa "Gloria a la Petenera"
- Echa a bailar, buena moza. Copla. De la estampa "Gloria a la Petenera"
- Paterna de la Ribera-Zambra. De la estampa "Gloria a la Petenera"
- Manuela zambra. De la Estampa "Pares y Nones"
- Tú a mí no me quieres. Canción de la película "Embrujo"
- Lamento: canción-ballet de la película, "Embrujo"
- Soleares. De la Estampa "Dejame llorar contigo"
- Seguidillas. De la Estampa "Dejame llorar contigo"
- Soleares De la estampa "La niña y el viento"
- Yo me soy la morenica: Cancionero de Upsala. Mañanicas floridas
- Corcuera

### Werken voor piano
- Fantasía es deudora de la Fantasía I
  1. Preludio
  2. Tema A
  3. Tema B y variaciones
  4. Tema A (transformado)
  5. Postludio o Coda
- Fantasía II

### Filmmuziek
- 1933 Sierra de Ronda
- 1935 La Bien pagada
- 1935 Currito de la Cruz
- 1936 Sinfonía vasca
- 1937 Nueva era en el campo
- 1937 Industrias de guerra
- 1937 Mando único
- 1937 Movilización en el campo (in Catalonië: La Dona i la guerra)
- 1938 Guerra en la nieve
- 1938 Salvad la cosecha
- 1938 Soldados campesinos
- 1940 Luz de Levante
- 1941 Ciudades viejas de Castilla - España artística y monumental
- 1941 Un Día de feria
- 1941 Residencias reales de España
- 1941 Santiago y el camino de los peregrinos
- 1941 Fortunato
- 1942 La Manzana encantada
- 1942 El Pelo del diablo
- 1942 Idilio en Mallorca (internationale titel: Idyll in Mallorca)
- 1942 Madrid de mis sueños (in Italië: Buongiorno, Madrid!)
- 1943 Valencia antigua y moderna
- 1943 Se vende un palacio (internationale titel: A Palace for Sale
- 1943 El Abanderado
- 1943 Mi vida en tus manos
- 1943 Ávila, ayer y hoy
- 1943 Una Extraña aventura de Jeromito
- 1943 Fallas en Valencia
- 1943 León monumental
- 1944 El Testamento del virrey (internationale titel: The Viceroy's Will)
- 1944 Eugenia de Montijo
- 1944 Te quiero para mí (internationale titel: I Want You for Myself
- 1944 Arribada forzosa
- 1944 La Maja del capote
- 1944 Artesanía española
- 1944 Castillos en España
- 1944 El Sobrino de don Buffalo Bill
- 1944 Tarjeta de visita
- 1945 Afan Evu (ook: El Bosque maldito
- 1945 Cinco lobitos (in Portugal: O Diabo São Elas...
- 1945 El Greco en Toledo
- 1946 Chantaje
- 1946 La Mantilla de Beatriz (in Portugal: A Mantilha de Beatriz)
- 1946 Consultaré a Mister Brown
- 1946 María Fernanda, la Jerezana
- 1946 El Otro Fu-Man-Chú (internationale titel: The Other Fu Manchu
- 1946 El Pirata Bocanegra (ook: A toda vela)
- 1946 La Próxima vez que vivamos
- 1947 Obsesión
- 1947 Cuatro mujeres
- 1947 La Dama del armiño
- 1947 Barrio (in Portugal: Rua Sem Sol)
- 1947 Embrujo
- 1947 El Huésped del cuarto número 13 (in Portugal: O Hóspede do Quarto Treze)
- 1947 Abel Sánchez
- 1947 Las Inquietudes de Shanti Andía
- 1947 Arte islámico
- 1947 Artesanía en el Mogreb
- 1947 Extraño amanecer
- 1947 La Lola se va a los puertos
- 1947 Luis Candelas, el ladrón de Madrid (ook: Luis Candelas)
- 1947 Los Pueblos blancos
- 1947 Três Espelhos (ook: Tres espejos)
- 1947 Botón de ancla
- 1947 La Sirena negra (internationale titel: The Black Siren)
- 1948 La Fiesta sigue
- 1948 Póker de ases
- 1948 El Verdugo
- 1948 Las Aguas bajan negras
- 1948 El Huésped de las tinieblas
- 1948 Amanhã Como Hoje (ook: Mañana como hoy)
- 1948 Revelación
- 1948 La Sombra iluminada
- 1948 Las Aguas bajan negras
- 1949 Un Hombre va por el camino (internationale titel: A Man on the Road)
- 1949 El Santuario no se rinde
- 1949 Alas de juventud
- 1949 La Manigua sin dios
- 1949 España se prepara
- 1949 Llegada de noche
- 1949 Noventa minutos
- 1949 Vendaval
- 1950 Balarrasa (internationale titel: Reckless)
  1. Títulos de crédito - Aleluya
  2. Tierra sin camino
  3. Juego de cartas
  4. Muerte en el frente
  5. El seminario
  6. Caja de música - Regreso al hogar
  7. La estafa
  8. Manos vacias
  9. Final - Dignare Domine
- 1950 Flor de lago
- 1950 Cuentos de la Alhambra
- 1950 El Señor Esteve
- 1950 Sin uniforme
- 1950 La Esfinge maragata
- 1950 Cita con mi viejo corazón
- 1950 Facultad de letras
- 1950 Séptima página (internationale titel: The Seventh Page)
- 1950 Truhanes de honor
- 1950 Vértigo
- 1950 Sangre en Castilla
- 1951 Niebla y sol
- 1951 Día tras día (internationale titel: Day by Day)
- 1951 La Canción de La Malibrán
- 1951 La Trinca del aire
- 1951 Historia de dos aldeas
- 1951 Cielo negro (internationale titel: Black Sky)
- 1951 Debla, la virgen gitana
- 1951 María Antonia «La Caramba»
- 1951 María Morena
- 1951 El Deseo y el amor
- 1951 Esa Pareja Feliz
- 1951 Surcos (internationale titel: Furrows)
  1. Enérgico
  2. Andante
  3. Tempo de vals
  4. Final
- 1952 Bienvenido Mister Marshall
  1. Scherzo. Villar del Rio
  2. El Gobernador General
  3. Sueños
  4. Deseos
  5. Esperanzas
  6. Scherzo y final
- 1952 La Laguna negra
- 1952 Babes in Bagdad (ook: Muchachas de Bagdad)
- 1952 Vida en sombras
- 1952 El Cerco del diablo
- 1952 Em-Nar, la ciudad de fuego
- 1952 Hombre acosado
- 1952 La Llamada de África
- 1952 Le Désir et l'amour (in Spanje: El Deseo y el amor) (internationale titel: Love and Desire
- 1952 Manchas de sangre en la luna (in Verenigd Koninkrijk: Come Die My Love)
- 1952 Ronda española
- 1952 Doña Francisquita
- 1953 Esa pareja feliz (internationale titel: That Happy Couple of That Happy Pair)
- 1953 A dos grados del ecuador
- 1953 Puebla de las mujeres
- 1953 Les Amants de Tolède (in Italië: Gli Amanti di Toledo - in het Verenigd Koninkrijk: Lovers of Toledo - in de Verenigde Staten: The Lovers of Toledo - in Spanje: El Tirano de Toledo)
- 1953 Con los hombres azules
- 1953 La guerra de dios
- 1956 Retorno a la verdad
- 1956 El Sol sale todos los días